# Gen di Hiroshima
Gen di Hiroshima (はだしのゲン?, Hadashi no Gen, lett. "Gen a piedi nudi") è uno shōnen manga di Keiji Nakazawa pubblicato in Giappone in 10 volumi tra il 1973 ed il 1987. È un racconto autobiografico in quanto l'autore è un superstite al bombardamento di Hiroshima, ma non lo è completamente poiché l'opera è composta anche da un considerevole numero di episodi che a causa della loro ricorsività narrativa non hanno una funzione realmente documentaristica e/o autobiografica.
Il fumetto ha avuto tre adattamenti cinematografici tra il 1976 e il 1980; due film d'animazione rispettivamente nel 1983 e 1986 ed infine nel 2007 ne è stato tratto un dorama, ovvero una miniserie televisiva in due episodi mandati in onda da Fuji TV.
L'edizione italiana del fumetto è stata pubblicata in quattro volumi tra il 1999 e il 2001 dalla Panini Comics. Due nuove edizioni, la prima in tre albi e la seconda in dieci, sono state pubblicate da parte di 001 Edizioni.

## Trama
La storia inizia nel 1945, durante gli ultimi mesi della seconda guerra mondiale. Protagonista è un bambino di sei anni di nome Gen Nakaoka, che vive a Hiroshima insieme alla famiglia soffrendo della povertà dovuta al conflitto come la stramaggioranza della popolazione civile.
Daikichi, il padre di Gen, è fortemente contrario alla guerra, ritenendo che serve solo a far arricchire ulteriormente i potenti mentre la gente comune ne risente. Un giorno si presenta ubriaco a un addestramento obbligatorio e manifesta apertamente il suo dissenso; a causa della forte mentalità imperialista che vige in Giappone, ciò porta i Nakaoka a essere bollati come traditori della patria e a essere sottoposti a discriminazioni e vessazioni da parte dei vicini. Koji, il primogenito, non sopportando le umiliazioni decide di arruolarsi in Marina contro il volere dei genitori per restituire l’onore alla propria famiglia. Akira, un altro dei fratelli, viene mandato in campagna per lavorare con diversi altri bambini evacuati; in città dei Nakaoka rimangono quindi i genitori, Gen, suo fratello minore Shinji e sua sorella maggiore Eiko (la quale non è stata inviata in campagna perché troppo debole).
Il 6 agosto 1945 gli americani rilasciano su Hiroshima una bomba atomica. Gen si salva fortuitamente perché il muro della scuola lo protegge dall’esplosione, mentre la sua casa crolla intrappolando tra le macerie Daikichi, Eiko e Shinji, che vengono bruciati vivi dagli incendi sviluppati dall’esplosione. Per lo shock subìto Kimie, la madre di Gen, partorisce prematuramente con l'aiuto del figlio una bambina, che viene chiamata Tomoko.
Gen assiste alle catastrofiche conseguenze della bomba tra i cittadini di Hiroshima: le strade pullulano di cadaveri e persone dai corpi sfigurati, molte delle quali muoiono rapidamente. Anche le persone apparentemente sane o illese, come i soldati incaricati di smaltire i corpi, contraggono malattie a causa delle radiazioni che portano i loro organismi a un rapido disfacimento e alla morte. Sempre per le radiazioni, Gen perde tutti i capelli e rimane calvo.
Kimie, Gen e Tomoko vengono ospitati da Kiyo, un’amica d’infanzia di Kimie, ma vengono sottoposti alle prepotenze della suocera e dei figli di Kiyo, che vorrebbero sfrattarli. Gen incontra casualmente una banda di bambini rimasti orfani; uno di loro, Ryuta Kondo, è fisicamente identico al defunto Shinji. Gen lo salva dal pestaggio di alcuni contadini che aveva cercato di derubare e lui e Kimie decidono di occuparsi di Ryuta.
In cerca di lavoro a Enami per procurarsi del cibo, Gen viene assunto da Hidezo Yoshida, un uomo benestante locale, che lo incarica di occuparsi di suo fratello Seiji, rimasto invalido e ustionato in tutto il corpo dalla bomba: ciò lo ha reso un reietto, dal momento che anche la sua famiglia ora è disgustata da lui e vorrebbe solo che morisse per liberarsi della vergogna di averlo in casa, temendo anche che possa trasmettere loro “il flash”, ovvero la malattia di radiazioni. Dopo un’iniziale ostilità, Gen capisce la sofferenza che sta passando Seiji, il quale era anche un aspirante pittore che ha dovuto rinunciare alla sua carriera. Il bambino lo incoraggia a riprendere a dipingere con la bocca, ma poco tempo dopo Seiji muore e sono Gen e Ryuta ad occuparsi della sua cremazione.
Il 15 agosto 1945, il Giappone si arrende incondizionatamente alla guerra e Akira e Koji si ricongiungono al resto della famiglia. La suocera di Kiyo riesce a scacciare i Nakaoka, che vanno a vivere in un rifugio antiaereo abbandonato e poi in una casa costruita da loro. In cerca di cibo, Gen e Ryuta incontrano un veterano e un suo amico che si fanno aiutare da loro per rubare del latte alla guarnigione americana del corpo di spedizione. Gli uomini in realtà sono membri della Yakuza, che li hanno raggirati per rivendere il latte al mercato nero. I due bambini li affrontano e Gen viene picchiato duramente, quindi Ryuta recupera una pistola (ottenuta in seguito al disarmo dell’esercito) e li uccide. In fuga dalla polizia, Ryuta viene aiutato da un altro membro della Yakuza, che lo convince a unirsi all’organizzazione criminale per evitare problemi ai Nakaoka.
Gen e Akira tornano a scuola, ma Tomoko viene rapita da un gruppo di uomini che hanno perso i propri cari nella bomba e la vedono come una nuova ragione di vita. La bambina si ammala (per malnutrizione o a causa delle radiazioni) e Gen cerca di racimolare i soldi per le cure necessarie, imparando i canti sutra e venendo aiutato dal signor Park, un suo ex vicino coreano che ha fatto recentemente fortuna. Nonostante gli sforzi, Tomoko muore.
Gen rimane scioccato per la morte della sorella e passa diverse settimane chiuso in se stesso. Successivamente si accorge che i suoi capelli stanno ricrescendo, così come il grano piantato sui resti bruciati della sua casa, e ciò fa nascere in lui nuovamente speranza per il futuro.

## Stile
Lo stile del disegno di Keiji Nakazawa è in maggior parte semplice e cartoonesco come era in voga nei primi anni '60-'70 in Giappone. Talvolta viene fatto uso della "violenza grafica" più realistica a cui era abituato il pubblico occidentale.
L'effetto dello stile cartoonesco quando applicato agli orrori più estremi della guerra è stridente e inquietante, e secondo la critica Rachel Thorn (conosciuta precedentemente con il nome di Matt Thorn) più potente di quanto sarebbe uno stile di disegno più realistico o lucido. In questo senso si può dire che sia precursore di opere come Maus di Art Spiegelman e Persepolis di Marjane Satrapi. Questo stile si mostra particolarmente funzionale per "rappresentare l'irrappresentabile", per mostrare vicende di povertà, fame ma anche del disastro nucleare fatto di corpi straziati, deformati e mutilati.

## Media

### Manga
Il manga, scritto e disegnato da Keiji Nakazawa, è stato serializzato dal 22 maggio 1973 sulla rivista Weekly Shōnen Jump di Shūeisha ma dopo un anno e mezzo la pubblicazione è stata interrotta ed è stata spostata su tre testate meno famose: Shimin, Bunka Hyōron e Kyōiku Hyōron. La serie è stata raccolta in volumi tankōbon dal 1975 ad opera di Chuokoron-Shinsha.
In Italia la serie è stata pubblicata da Panini Comics sotto l'etichetta Planet Manga dal 31 dicembre 1999 al 30 marzo 2001 in 4 volumi, i quali si basano sulla riedizione del 1975. Successivamente 001 Edizioni ha riproposto l'intera opera in tre volumi usciti tra il 31 maggio 2014 e il 4 luglio 2017.

#### Volumi
| Nº | Data di prima pubblicazione | Data di prima pubblicazione | Data di prima pubblicazione |
| Nº | Giapponese                  | Giapponese                  |                             |
| -- | --------------------------- | --------------------------- | --------------------------- |
| 1  | maggio 1975                 | ISBN 4-8113-0030-0          |                             |
| 2  | 1975                        | ISBN 4-8113-0031-9          |                             |
| 3  | 1975                        | ISBN 4-8113-0032-7          |                             |
| 4  | 1975                        | ISBN 4-8113-0033-5          |                             |
| 5  | gennaio 1983                | ISBN 4-8113-0034-3          |                             |
| 6  | agosto 1983                 | ISBN 4-8113-0035-1          |                             |
| 7  | maggio 1984                 | ISBN 4-8113-0036-X          |                             |
| 8  | agosto 1984                 | ISBN 4-8113-0037-8          |                             |
| 9  | dicembre 1984               | ISBN 4-8113-0038-6          |                             |
| 10 | marzo 1987                  | ISBN 4-8113-0039-4          |                             |

| Nº | Data di prima pubblicazione | Data di prima pubblicazione |
| Nº | Italiano                    |                             |
| -- | --------------------------- | --------------------------- |
| 1  | 30 dicembre 1999            |                             |
| 2  | 27 febbraio 2000            |                             |
| 3  | 30 gennaio 2001             |                             |
| 4  | 30 marzo 2001               |                             |

### Live action
Dalla serie sono stati tratti anche tre film live action. Il primo è Hadashi no Gen (はだしのゲン? lett. "Gen a piedi nudi") uscito il 24 gennaio 1976, seguito poi da Hadashi no Gen: Namida no bakuhatsu (はだしのゲン 涙の爆発? lett. "Gen a piedi nudi: Esplosione di lacrime") distribuito il 26 marzo 1977 e infine da Hadashi no Gen: Hiroshima no tatakai (はだしのゲン Part 3 ヒロシマのたたかい? lett. "Gen a piedi nudi: La battaglia di Hiroshima") il 5 luglio 1980.

### Film d'animazione
La storia è stata adattata anche in due film d'animazione, entrambi diretti da Mori Masaki e prodotti da un'azienda fondata dallo stesso Nakazawa.
Il primo è Hadashi no Gen (はだしのゲン? lett. "Gen a piedi nudi"), uscito il 21 luglio 1983, mostra il bombardamento dal punto di vista degli americani, in modo molto ordinato ed impassibile; immediatamente il tutto è mostrato con crudo realismo - sebbene grafico - all'interno della prospettiva giapponese, con le persone che vengono incenerite all'istante, gli edifici che crollano per poi essere risucchiati dall'ascesa del nefasto fungo atomico. Il padre, la sorella e il fratello muoiono sepolti dalla macerie. Gen - riparatosi fortuitamente dal flash atomico - sopravvive insieme alla madre gravemente ferita e incinta. Il film ha vinto il Ōfuji Noburō Award e il Mainichi Film Award ed è entrato nella lista dei cinque migliori film anime usciti in DVD dal settimanale Time.
Il secondo invece è Hadashi no Gen 2 (はだしのゲン2? lett. "Gen a piedi nudi 2"), distribuito il 14 giugno 1986, il quale racconta gli eventi a tre anni dopo la caduta della bomba atomica, concentrandosi sui quotidiani atti di sopravvivenza di Gen e degli altri orfani.
In Italia entrambe le pellicole sono state proiettate al Future Film Festival 2015 in versione sottotitolata.

### Dorama
Una miniserie dorama è stata trasmessa in due parti nelle sere del 10 e 11 agosto 2007 su Fuji Television.
Cast
- Ren Kobayashi: Gen Nakaoka (giovane)
- Yuki Imai: Shinji Nakaoka
- Kiichi Nakai: Daikichi Nakaoka
- Yuriko Ishida: Kimie Nakaoka
- Akiyoshi Nakao: Koji Nakaoka
- Asuka Ono: Eiko Nakaoka
- Gaku Yamamoto: Gen Nakaoka (adulto)
- Masanobu Katsumura: Bo
- Takehiko Ono: Denjiro Samejima
- Hiroshi Okochi: Numata-sensei
- Shinobu Tsuruta: Principal Tanaka
- Yoji Tanaka: Detective Tokko
- Kenichi Yajima: Police Chief
- Isamu Ichikawa: Officer Hamada
- Takeshi Masu: Commander Saeki

- Takao Toji: the master of the estate
- Sakura - Kikuyo
- Takehiro Murata: Shinsuke Kurat
- Mitsuru Hirata: Doctor Yabe
- Tetta Sugimoto: Kosaku
- Hiroko Nakajima: Ume (moglie di Kosaku)
- Ryo: Sayako Hayashi
- Tokie Hidari: Setsu Hayashi
- Takuro Yamashita - Tatsuo Hayashi
- Jura Matsumoto - Takeko Hayashi
- Susumu Kobayashi - the doctor
- B-saku Sato - Eizo Yoshida
- Kanako Fukaura - Hanako Yoshida
- Hiroki Narimiya: Seiji Yoshida
- Ouki Fujimoto

### Libri
Sono stati pubblicati anche 10 libri dedicati a Gen di Hiroshima.

### Teatro
Numerosi sono stati anche gli adattamenti teatrali prodotti in Giappone.
Nel luglio 1996 il primo adattamento teatrale in inglese è stato presentato in anteprima al Crucible Theatre a Sheffield nel Regno Unito. La produzione è stata frutto di una collaborazione tra il Crucible Theatre e il Theatre Zenshinza di Tokyo. Nel 1994 il regista teatrale britannico Bryn Jones si è recato in Giappone per chiedere il permesso a Nakazawa per adattare il primo volume del manga in uno spettacolo. Il permesso gli fu concesso e Jones tornò a Sheffield per preparare la produzione; ricerca, design e drammatizzazione con la compagnia Crucible, Tatsuo Suzuki e Fusako Kurahara. Successivamente Nakazawa si è recato nel Regno Unito per assistere alle prove finali e ha tenuto alcuni discorsi dopo la messa l'esibizioni d'apertura dello spettacolo. L'ultimo volume del manga è stato adattato da Tatsuo Suzuki e Bryn Jones e tradotto da Fusako Kurahara. La produzione ha ricevuto un Japan Festival Award nel 1997 per i risultati eccezionali per promuovere la comprensione della cultura giapponese nel Regno Unito.

### Opere e musical
Nel corso degli anni sono state anche presentate diverse opere e musical a tema.

### Lungometraggio
Nel 2009, un produttore di Hollywood si dichiarò interessato a un possibile lungometraggio sul manga.

## Accoglienza
Al 2013, il manga ha venduto più di 10 milioni di copie in tutto il mondo.
Enrico Azzano di Quinlan.it trattò del primo film d'animazione affermando che riusciva a "narrare l'inenarrabile", descrivendo la tragedia in una maniera unica, tra orrore e meraviglia. La valenza pittorica e l'efficacia delle tavole di Oga, il design e la fluidità delle animazione, la compattezza narrativa e lo strettissimo legame con testo originale non cancellavano qualche perplessità sulla parte finale, il cibo per Tomoko e l'epilogo. Azzano affermò che trovava incomprensibile il fatto che la pellicola fosse misconosciuta in Italia e terminò aggiungendo che il seguito era degno di essere tale.
Daniele Croci di Fumettologica definì il manga come un'opera seminale, importante per il fumetto giapponese ma anche per quello occidentale, in quanto ha direttamente o indirettamente influenzato una generazione di narratori a cavallo tra la storia e l'autobiografia, fra i quali Art Spiegelman di Maus e Marjane Satrapi di Persepolis. Concluse la recensione dicendo "una riprova del fatto che le grandi testimonianze generano grandi frutti".
Il sito web Goo Ranking ha intervistato 2 310 lettori di Weekly Shōnen Jump tra il 19 giugno e il 3 luglio 2020 e questi hanno classificato la serie all'ottavo posto tra quelle più commoventi pubblicate dalla rivista.

### Controversie
Nel dicembre 2012, l'accesso a Gen di Hiroshima era diventato limitato nelle scuole elementari e medie della città di Matsue in Giappone, dopo che è stato affermato che Gen di Hiroshima "descrive atrocità da parte delle truppe giapponesi che non hanno avuto luogo". La faccenda è stata riesaminata dopo che 44 dei 49 presidi scolastici intervistati in città hanno voluto rimuovere tale restrizione, quest'ultima è stata poi rimossa nell'agosto 2013.
La moglie vedova di Nakazawa aveva espresso il suo shock nel sapere che l'accesso a tale storia fosse stato limitato ai bambini e questa affermò "La guerra è brutale. Lo esprime in immagini e voglio che la gente continui a leggerlo".